# إريك تسيلر
إريك تسيلر (بالألمانية: Erich Zeller)‏ هو متزلج فني ألماني، ولد في 13 يناير 1920 في آوغسبورغ في ألمانيا، وتوفي في 6 نوفمبر 2001 في غارميش-بارتنكيرشن في ألمانيا.